# Seznam kanadskih hokejistov na ledu
Seznam kanadskih hokejistov.

## B
- Tyson Barrie
- Jean Béliveau
- Don Cherry
- Dino Ciccarelli
- Sean Couturier

## D
- Jason Demers
- Shane Doan
- Tie Domi
- Matt Duchene

## E
- Todd Elik

## F
- Jean-François Fortin

## G
- Ryan Getzlaf
- Claude Giroux

## H
- Calvin de Haan
- Paul Henderson
- Bobby Hull
- Willie Huber
- Gordie Howe

## J
- Chad Johnson

## K
- Ed Kastelic
- Alexander Killorn
- Slater Koekkoek
- Travis Konecny
- Greg Kužnik

## L
- Jason Lafreniere
- Georges Laraque
- Chad Lee
- Mario Lemieux
- Eric Lindros
- Lonnie Loach

## M
- Shane MacEachern
- Nathan MacKinnon
- Donald MacLean
- Manny Malhotra
- Dean Malkoc
- Evan Marble
- Mitchell Marner
- Mike Matheson
- Brad May
- Andy McDonald
- Michel Mongeau
- Josh Morrissey
- Pat Murray

## N
- Scott Niedermayer
- Kraig Nienhuis

## O
- Willie O'Ree
- Ryan O'Reilly
- Bobby Orr

## P
- Colton Parayko
- Colin Patterson
- Calvin Pickard
- Jacques Plante
- Brayden Point
- Chris Pronger

## R
- Stanley Reddick
- Maurice Richard
- Gary Roberts
- Patrick Roy
- Kevin Ryan

## S
- Joe Sakic
- Mark Scheifele
- Brayden Schenn
- Brendan Shanahan
- Neil Sheehy
- Jason Silverthorn
- Wayne Simmonds
- Jeff Skinner
- John Slaney
- Ryan Smyth
- Eric Staal
- Matt Stajan
- Gaye Stewart
- Hod Stuart

## T
- John Tavares
- Mike Tomlak
- Jeff Tory
- Jordin Tootoo
- Darcy Tucker

## U
- Gary Unger

## V
- Steve Vair
- Randy Velischek
- Marc-Édouard Vlasic

## W
- Scott Walker
- Aaron Ward

## Y
- Steve Yzerman